# R-12 (Rakete)
Die R-12 (NATO-Codename SS-4 Sandal, GRAU-Index 8K63) war eine sowjetische Mittelstreckenrakete aus der Zeit des Kalten Krieges. Die einstufige ballistische Rakete mit Flüssigkeitstriebwerk trug einen einzelnen nuklearen Sprengkopf mit einer Sprengkraft von 1,3 oder 2,3 Mt und hatte eine Reichweite von 2000 km. Die Rakete war von Ende der 1950er bis Ende der 1980er Jahre stationiert.

## Entwicklung

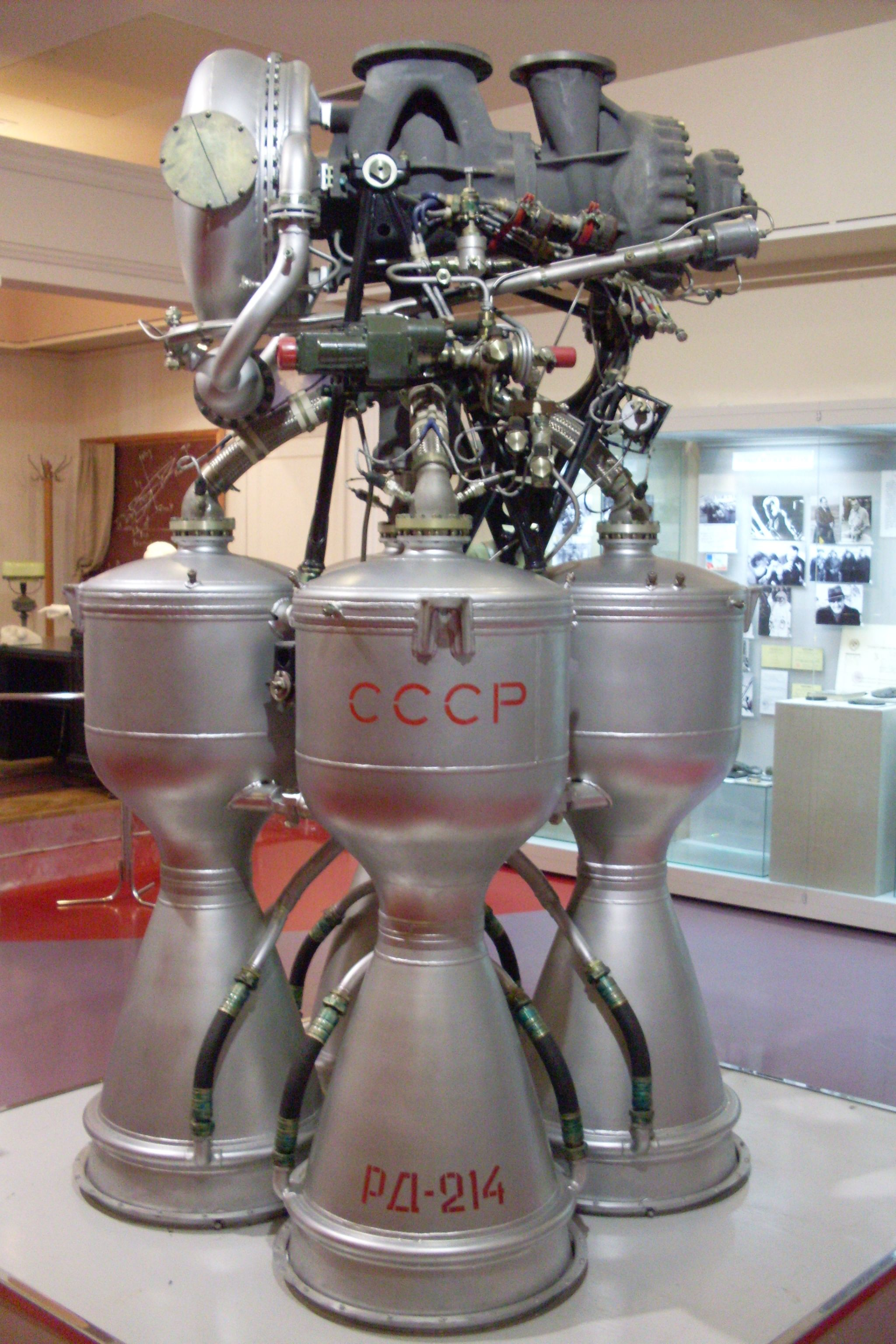
Raketentriebwerk RD-214

Die R-12 wurde vom OKB-586 unter der Leitung von Michail Jangel auf Grundlage der R-5 konstruiert und mit dem Raketentriebwerk RD-214 ausgestattet. Dieses verwendete ein Kerosingemisch als Brennstoff und Salpetersäure als lagerfähigen Oxydator wie die Kurzstreckenrakete R-11. Die vier parallelen Brennkammern wurden von einer Turbopumpeneinheit versorgt. Die R-12 war zunächst bodengesteuert, erhielt nach einer Überarbeitung 1962 aber ein autonomes Flugleitsystem. Eine Verbindung zur Kontrollstation bestand nur noch für eventuelle Flugbahnkorrekturen. Durch den lagerbaren Treibstoff konnte die Rakete über längere Zeit betankt und abschussbereit bleiben, so dass ein Start zügig vonstattengehen konnte. Trotzdem benötigte man nach wie vor 20 Soldaten und 12 Fahrzeuge für die Startvorbereitungen.
Aufgrund ihrer großen Sprengkraft und mäßigen Zielgenauigkeit war die Rakete vor allem für Flächenziele wie Städte geeignet, also sogenannte „weiche“ bzw. nach US-Diktion „countervalue“-Ziele. Ein Ansatz auf verbunkerte Ziele war auch wegen des Streukreisradius von 2.400 m unpraktikabel.
Die R-12 wurde für herkömmliche Startplätze entwickelt. Die Testphase begann 1955, die Flugtests fanden vom 22. Juni 1957 bis Dezember 1958 in Kapustin Jar statt. Ab 1960 wurde eine Siloversion R-12U entwickelt, die von Dezember 1961 bis Dezember 1963 getestet wurde. Die R-12U konnte sowohl aus Silos als auch von herkömmlichen Startplätzen gestartet werden und ersetzte die R-12 auf letzteren.

## Stationierungsorte

### Sowjetunion
Beide Ausführungen der R-12 wurden in der westlichen Sowjetunion (gegen die NATO in Westeuropa) und in Sibirien (gegen China) in Stellung gebracht.

### Kuba
Während der Kubakrise 1962 stationierte die Sowjetunion R-12 (und R-14 (SS-5)) auf Kuba. Damit war eine unmittelbare Bedrohung der östlichen und südlichen Bundesstaaten der USA gegeben, darunter Washington, D.C.
Von den fertiggestellten und in Bau befindlichen Startplätzen in der Nähe von Santa Cruz de los Pinos, Candelaria, Cifuentes und Encrucujada blieben teilweise die Lagerbunker für die nuklearen Sprengköpfe der R-12 sowie weitere Infrastrukturen erhalten.

### Litauen
Raketenbasis Gulbiniškiai

### DDR (geplant)
In der Nähe von Vogelsang und Lychen wurden jeweils vier Startplätze für die R-12 vorbereitet. Die entsprechenden Betonfundamente mit den kreisrunden Verankerungen für die Starttische der Raketen blieben bis heute mehrheitlich erhalten. Hinzu kam ein Lagerbunker für die nuklearen Sprengköpfe der R-12 am Rande der Kaserne Vogelsang.
Aufgrund der Verfügbarkeit der R-14 und deren Zielabdeckung in Westeuropa wurde die geplante und vorbereitete Stationierung der R-12 in der DDR abgesagt. Die Reichweite der R-14 in der Sowjetunion überlagerte die der geplanten R-12 in der DDR.

## Außerdienststellung
In den letzten zehn Nutzungsjahren wurden die R-12 durch die RSD-10 ersetzt. Im Rahmen des INF-Vertrages wurden bis Mai 1990 schließlich auch die letzten verbliebenen R-12 vernichtet.